# 王命璿
王命璿（1576年—？年），字君衡，號虞石，福建龙岩县人，明朝政治人物，官至刑部左侍郎。

## 生平
二十五岁中万历二十八年（1600年）庚子科舉人，三十二年（1604年）成甲辰科进士。授广东新会县知县，为官清介，三十八年考选，四十年擢陕西道监察御史，四十一年巡视边关，四十三年丁忧。四十五年起补原职，巡按广东。
天启二年（1622年）升大理寺右寺丞，三年升太常寺少卿、提督四夷馆，四年升太常寺卿，五年转大理寺卿。以母丧丁忧归。崇祯初年，起为刑部侍郎。明亡，堅拒清朝征召，隱居萬安圓光寺。卒于隆武二年（1646年）前，黄道周曾为他撰《龙岩王廷尉碑》。

## 遗迹
王命璿府第地处龙岩城北门，清光绪三十四年（1908年）由龙岩商人邱洽子重修，称新邱厝。土地革命期间，毛泽东曾在此居住。现辟为中共红四军前敌委员会旧址，是福建省文物保护单位。

## 著作
- 《次崖门三忠祠》二首[3]

胡尘飞自白，崖海斗星沉。江汉千杖泪，乾坤万古心。
苔碑人代旧，庙貌世如今。永作华夷障，烟波灵爽临。
立马吴山下，江河已欲沉。三仁殉毫社，千载找丹心。
世代虽殊旧，胡元不到今。沧波函庙宇，日月共照临。